# Gare de Ouled Zouaï
La gare de Ouled Zouaï est une gare ferroviaire algérienne située sur le territoire de la commune d'Ouled Zouaï, dans la wilaya de Oum El Bouaghi. La gare est actuellement fermée.

## Situation ferroviaire
La gare est située dans la localité de Sebbakh au nord du territoire de la commune de Ouled Zouaï, sur la ligne d'El Guerrah à Touggourt. Elle est précédée de la gare de Aïn M'lila et suivie de celle de Aïn Yagout.

## Service des voyageurs

### Desserte
Jusqu'au début des années 2010, la gare d'Ouled Zouaï était desservie par les trains régionaux de la liaison Constantine - Biskra,.